# Fan Zhengyi
Fan Zhengyi ( chiń. 范争; ur. 27 stycznia 2001 w Harbinie) — chiński snookerzysta. Od 2018 uczestniczy w zawodowym World Snooker Tour.

## Kariera

### Młodość i początki
Fan Zhengyi zaczął grać w bilard w wieku 5 lat. Uważano go za „cudowne dziecko” i od samego początku potrafił dotrzymać kroku młodzieży dużo od niego starszej. Wcześniej zaczął grać w tenisa stołowego i chciał dorównać mistrzowi olimpijskiemu Kong Linghui, który również pochodził z Harbinu. Jednak gdy trener powiedział mu, że nie ma wystarczającego talentu, dał pierwszeństwo bilardowi, a zwłaszcza snookerowi. Początkowo ćwiczył grę bez żadnych instrukcji. W wieku 9 lat został wysłany do Shenzhen, aby trenować z Wu Wenzhongiem, byłym trenerem Ding Junhui. Przez trzy lata był uczniem Wu, który trenował również inne wielkie talenty i był trenerem kadry narodowej. Następnie Fan udał się do Dongguan i Foshan, a ostatecznie w 2016 roku do Światowej Akademii Snookera Chińskiego Stowarzyszenia Snookera (CBSA).
Pierwsze doświadczenia w międzynarodowym snookerze zdobył w wieku 12 lat na Asian Tour, który był częścią Players Tour Championship. Wziął udział w pięciu chińskich turniejach, aż w 2016 roku odpadł z touru. Jednakże udało mu się zwyciężyć tylko raz podczas Haining Open 2015, pokonując swojego rodaka Fanga Xiongmana. W tym samym roku po raz pierwszy wziął udział w Mistrzostwach Azji U-21, ale odpadł już w fazie grupowej. W swoim drugim występie w 2017 roku nie tylko dotarł do rundy finałowej, ale nawet doszedł do finału. Przegrał 1-6 z Yuan Sijunem. Następnie wziął udział w Mistrzostwach Świata U-21 i tam również dotarł do finału. W finale, w którym wzięli udział wyłącznie Chińczycy, zmierzył się z Luo Honghao i wygrał nieznacznie 7-6, mimo że przegrywał 2-5. Dało mu to kwalifikacje do dwuletniego touru zawodowego w wieku 17 lat. Następnie wziął udział w Mistrzostwach Świata Amatorów, ale przegrał w drugiej rundzie z Luo 1-5.

### Początki zawodowe i zwycięstwo w turniejach
Sezon 2018/19 rozpoczął się dla Chińczyka serią porażek, z których wiele zakończyło się wynikiem do zera. Dopiero w październiku podczas International Championship udało mu się wygrać swój pierwszy zacięty mecz 6-5 ze swoim rodakiem Lü Haotianem. Dopiero pod koniec sezonu, podczas turnieju Gibraltar Open, odniósł drugie zwycięstwo, pokonując w decydującym meczu Harveya Chandlera 4-3. Postawiło to go w trudnej sytuacji na drugi rok z rzędu i dopiero po kilku turniejach zaczął odnosić kolejne zwycięstwa. Na turnieju English Open pokonał Rileya Parsonsa i Chrisa Wakelina 4-3 i po raz pierwszy dotarł do 1/32 finału. Zwycięstwo 6-4 nad Zhou Yuelongiem na UK Championship i taki sam wynik nad grającym z dziką kartą Dylanem Emerym na Mistrzostwach Świata były dwoma sukcesami na najważniejszych turniejach, jednak nie pozwoliły mu one awansować w rankingu, dlatego po dwóch latach stracił status zawodowca. Wziął jednak udział w Q School, więc mógł natychmiast wrócić. Już w swoim pierwszym turnieju dotarł do finału. Wygrał decydujący mecz 4-2 z Michaelem White'em, zapewniając sobie dwa kolejne lata kariery zawodowej.
Tym razem sezon rozpoczął się od zwycięstwa i remisu, co dało mu drugie miejsce w grupie Championship League za Juddem Trumpem. Wygrał także dwa mecze w drugiej grupie turniejowej WST Pro Series, ale przegrał wszystkie mecze otwarcia w turniejach eliminacyjnych. Dopiero pod koniec sezonu udało mu się wygrać dwa kolejne turnieje, co ponownie postawiło go na końcu stawki w rankingu zawodowym. W pierwszej połowie sezonu 2021/22 zawsze odpadał w pierwszej lub drugiej rundzie. Jego pierwszy znaczący sukces miał miejsce na początku 2022 roku podczas zawodów German Masters, gdzie dotarł do ćwierćfinału, gdzie zmierzył się z przeciwnikami z dolnej połowy światowego rankingu. Zaraz potem odniósł swoje pierwsze zwycięstwo nad czołowym graczem European Masters w rundzie 3, pokonując Kyrena Wilsona 5-4. Kontynuował dobrą passę, pokonując Yana Bingtao, Davida Gilberta i Graeme'a Dotta, a w finale zmierzył się z numerem trzy na świecie, Ronniem O'Sullivanem. W wyrównanym pojedynku cały czas miał niewielką przewagę i ostatecznie wygrał decydującą partię kończąc mecz wynikiem 10-9. Jego pierwsze zwycięstwo w zawodach zawodowych pozwoliło mu awansować w rankingu o prawie 50 miejsc, na 31. pozycję. Ugruntował swoją pozycję na rynku zawodowym i fakt, że w pozostałych czterech turniejach sezonu udało mu się wygrać tylko raz, nie miał już znaczenia dla jego dalszej gry w tourze.
Pierwszego maksymalnego breaka w swojej karierze zdobył 13 września 2024 roku podczas turnieju English Open 2024. Swojego drugiego maxa wbił w zremisowanym meczu grupy 29 pierwszej rundy turnieju Championship League Snooker 2025 17 lipca 2025 przeciwko Xu Si.

## Występy w turniejach w karierze
| Ranking                     | [ i ]         | [ i ]         | [ ii ]        | 92            | [ iii ]       | 85            | 36            | 32            | 50            | 48            |               |               |               |               |               |
| Turnieje rankingowe         |               |               |               |               |               |               |               |               |               |               |               |               |               |               |               |
| Championship League         | nierankingowy | nierankingowy | nierankingowy | nierankingowy | RR            | A             | A             | RR            | 2R            |               |               |               |               |               |               |
| Saudi Arabia Masters        | nie rozegrano | nie rozegrano | nie rozegrano | nie rozegrano | nie rozegrano | nie rozegrano | nie rozegrano | nie rozegrano | 3R            |               |               |               |               |               |               |
| Wuhan Open                  | nie rozegrano | nie rozegrano | nie rozegrano | nie rozegrano | nie rozegrano | nie rozegrano | nie rozegrano | LQ            | 1R            | LQ            |               |               |               |               |               |
| English Open                | A             | A             | 1R            | 3R            | 1R            | LQ            | 1R            | 1R            | 3R            |               |               |               |               |               |               |
| British Open                | nie rozegrano | nie rozegrano | nie rozegrano | nie rozegrano | nie rozegrano | 1R            | LQ            | QF            | LQ            | LQ            |               |               |               |               |               |
| Xi'an Grand Prix            | nie rozegrano | nie rozegrano | nie rozegrano | nie rozegrano | nie rozegrano | nie rozegrano | nie rozegrano | nie rozegrano | LQ            |               |               |               |               |               |               |
| Northern Ireland Open       | A             | A             | 1R            | 1R            | 1R            | 1R            | 1R            | 1R            | 1R            |               |               |               |               |               |               |
| International Championship  | A             | LQ            | 1R            | LQ            | nie rozegrano | nie rozegrano | nie rozegrano | 1R            | 1R            |               |               |               |               |               |               |
| UK Championship             | A             | A             | 1R            | 2R            | 1R            | 2R            | LQ            | 1R            | LQ            |               |               |               |               |               |               |
| Shoot Out                   | A             | A             | 1R            | 1R            | 1R            | 2R            | 3R            | 1R            | 3R            |               |               |               |               |               |               |
| Scottish Open               | A             | A             | 1R            | 1R            | 1R            | LQ            | LQ            | LQ            | 1R            |               |               |               |               |               |               |
| German Masters              | A             | A             | LQ            | LQ            | LQ            | QF            | 1R            | QF            | 1R            |               |               |               |               |               |               |
| World Grand Prix            | DNQ           | DNQ           | DNQ           | DNQ           | DNQ           | DNQ           | DNQ           | DNQ           | DNQ           |               |               |               |               |               |               |
| Players Championship        | DNQ           | DNQ           | DNQ           | DNQ           | DNQ           | DNQ           | DNQ           | DNQ           | DNQ           |               |               |               |               |               |               |
| Welsh Open                  | A             | A             | 1R            | 2R            | 1R            | LQ            | LQ            | 3R            | 1R            |               |               |               |               |               |               |
| World Open                  | A             | LQ            | LQ            | LQ            | nie rozegrano | nie rozegrano | nie rozegrano | 2R            | LQ            |               |               |               |               |               |               |
| Tour Championship           | nie rozegrano | nie rozegrano | DNQ           | DNQ           | DNQ           | DNQ           | DNQ           | DNQ           | DNQ           |               |               |               |               |               |               |
| World Championship          | A             | A             | LQ            | LQ            | LQ            | LQ            | 1R            | LQ            | 1R            |               |               |               |               |               |               |
| Turnieje nierankingowe      |               |               |               |               |               |               |               |               |               |               |               |               |               |               |               |
| Shanghai Masters            | Ranking Event | Ranking Event | 1R            | A             | nie rozegrano | nie rozegrano | nie rozegrano | QF            | A             |               |               |               |               |               |               |
| Champion of Champions       | A             | A             | A             | A             | A             | A             | SF            | A             | A             |               |               |               |               |               |               |
| Championship League         | A             | A             | A             | A             | A             | A             | A             | RR            | A             |               |               |               |               |               |               |
| Dawne turnieje rankingowe   |               |               |               |               |               |               |               |               |               |               |               |               |               |               |               |
| Indian Open                 | A             | A             | LQ            | nie rozegrano | nie rozegrano | nie rozegrano | nie rozegrano | nie rozegrano | nie rozegrano | nie rozegrano | nie rozegrano | nie rozegrano | nie rozegrano |               |               |
| China Open                  | 1R            | LQ            | LQ            | nie rozegrano | nie rozegrano | nie rozegrano | nie rozegrano | nie rozegrano | nie rozegrano | nie rozegrano | nie rozegrano | nie rozegrano | nie rozegrano |               |               |
| Riga Masters                | A             | A             | LQ            | LQ            | nie rozegrano | nie rozegrano | nie rozegrano | nie rozegrano | nie rozegrano | nie rozegrano | nie rozegrano | nie rozegrano | nie rozegrano | nie rozegrano |               |
| China Championship          | NR            | LQ            | LQ            | LQ            | nie rozegrano | nie rozegrano | nie rozegrano | nie rozegrano | nie rozegrano | nie rozegrano | nie rozegrano | nie rozegrano | nie rozegrano | nie rozegrano |               |
| WST Pro Series              | nie rozegrano | nie rozegrano | nie rozegrano | nie rozegrano | RR            | nie rozegrano | nie rozegrano | nie rozegrano | nie rozegrano | nie rozegrano | nie rozegrano | nie rozegrano | nie rozegrano | nie rozegrano | nie rozegrano |
| Turkish Masters             | nie rozegrano | nie rozegrano | nie rozegrano | nie rozegrano | nie rozegrano | 1R            | nie rozegrano | nie rozegrano | nie rozegrano |               |               |               |               |               |               |
| Gibraltar Open              | A             | A             | 2R            | 1R            | 2R            | 1R            | nie rozegrano | nie rozegrano | nie rozegrano |               |               |               |               |               |               |
| WST Classic                 | nie rozegrano | nie rozegrano | nie rozegrano | nie rozegrano | nie rozegrano | nie rozegrano | 2R            | nie rozegrano | nie rozegrano | nie rozegrano |               |               |               |               |               |
| European Masters            | A             | A             | LQ            | LQ            | 1R            | W             | LQ            | LQ            | nie rozegrano | nie rozegrano |               |               |               |               |               |
| Dawne turnieje nierankigowe |               |               |               |               |               |               |               |               |               |               |               |               |               |               |               |
| Six-red World Championship  | A             | A             | A             | A             | nie rozegrano | nie rozegrano | LQ            | nie rozegrano | nie rozegrano | nie rozegrano |               |               |               |               |               |
| Haining Open                | 2R            | QF            | 2R            | A             | NH            | A             | NH            | A             | nie rozegrano | nie rozegrano |               |               |               |               |               |

1. 1 2  Był amatorem.
2. ↑  Nowi gracze w Tourze nie mają rankingu.
3. ↑  Gracze, którzy zakwalifikowali się z Q School zaczynają sezon bez punktów rankingowych.

| Legenda tabeli wyników              | Legenda tabeli wyników       | Legenda tabeli wyników                     | Legenda tabeli wyników                                                              | Legenda tabeli wyników                     | Legenda tabeli wyników                     |
| ----------------------------------- | ---------------------------- | ------------------------------------------ | ----------------------------------------------------------------------------------- | ------------------------------------------ | ------------------------------------------ |
| LQ                                  | odpadnięcie w kwalifikacjach | #R                                         | odpadnięcie we wczesnej fazie turnieju (WR = runda dzikich kart, RR = faza grupowa) | QF                                         | przegrana w ćwierćfinale                   |
| SF                                  | przegrana w półfinale        | F                                          | przegrana w finale                                                                  | W                                          | zwycięstwo                                 |
| DNQ                                 | nie zakwalifikował/a się     | A                                          | nie brał/a udziału                                                                  | WD                                         | zrezygnował/a w trakcie turnieju           |
| Legenda oznaczeń w tabelach wyników |                              |                                            |                                                                                     |                                            |                                            |
| NH / Nie roz.                       | NH / Nie roz.                | Turniej nie odbył się.                     | Turniej nie odbył się.                                                              | Turniej nie odbył się.                     | Turniej nie odbył się.                     |
| NR / Nie-rank.                      | NR / Nie-rank.               | Turniej nie był zaliczany jako rankingowy. | Turniej nie był zaliczany jako rankingowy.                                          | Turniej nie był zaliczany jako rankingowy. | Turniej nie był zaliczany jako rankingowy. |
| R / Rank.                           | R / Rank.                    | Turniej był zaliczany jako rankingowy.     | Turniej był zaliczany jako rankingowy.                                              | Turniej był zaliczany jako rankingowy.     | Turniej był zaliczany jako rankingowy.     |
| MR / Minor-Rank.                    | MR / Minor-Rank.             | Turniej był zaliczany jako minor ranking.  | Turniej był zaliczany jako minor ranking.                                           | Turniej był zaliczany jako minor ranking.  | Turniej był zaliczany jako minor ranking.  |